# Kasteel Duivenvoorde
Kasteel Duivenvoorde – miasteczko i zamek położony niedaleko Voorschoten w Holandii Południowej. 
Pierwsza wzmianka o miejscowości datowana jest na rok 1226, co tamtejszy zamek czyni jednym z najstarszych w całym państwie. W 1717 roku w fasadę zamku wmurowano dwie rzymskie tablice z inskrypcjami datowanymi na drugi i trzeci wiek naszej ery. Tablice te znaleziono w szesnastym wieku podczas prac polowych w okolicy zamku. 
Ostatnim utytułowanym mieszkańcem zamku była Jonkvrouwe Ludolfina Henrietta baronowa Schimmelpenninck van der Oye (1891–1965). Wiedząc, że po jej śmierci zamek mógłby być sprzedany, zaś zgromadzone w nim dobra, w skład których wchodziła unikalna kolekcja mebli, portretów, porcelany oraz dawnych ubiorów mogłyby ulec rozproszeniu, zdecydowała się zamknąć zamek i powierzyć go opiece fundacji, która zająć się miała restauracją gmachu. Zdecydowano się przywrócić zamkowi wygląd z 1717 roku, choć nie zawsze było to możliwe. Zachowano taras z 1844 roku, zaś ponowne otworzenie okien, które od dziesięcioleci były zamurowane lub w inny sposób niedostępne miało na celu dostarczenie do zabytkowych wnętrz większej ilości światła, mimo lekkiego zachwiania artystycznych proporcji budowli. Wewnątrz odmalowano pomieszczenia w stylu osiemnastego wieku oraz zaadaptowano do nowego wyglądu system oświetlenia. Fundacja dążyła do przekształcenia zamku w muzeum, ta, by móc udostępnić zwiedzającym kolekcję mebli. Mimo to centralna część oraz północne skrzydło pałacu nie zostało otwarte dla zwiedzających stwarzając wrażenie, że pałac jest wciąż zamieszkany. Południowe skrzydło jest jednak wciąż zamieszkane. Ludolphina Emilia van Haersma Buma, baronowa Schimmelpenninck van der Oye mieszkała tam do 2003 roku, zaś jej brat mieszka w domu znajdującym się na terenie pałacowego ogrodu.